# Graeme Norgate
Graeme Norgate est un compositeur de musique de jeux vidéo britannique qui a composé de la musique pour une variété de jeux vidéo développés par Rare. Son premier projet chez Rare a été d'écrire de la musique pour le jeu Donkey Kong Land. Il a également contribué aux bandes sonores de Blast Corps et GoldenEye 007,. Norgate a ensuite rejoint Free Radical Design, la société a finalement été rachetée par Crytek et renommée Crytek UK. Norgate a conservé le poste de directeur audio après le rachat de la société. Norgate a ensuite pris un poste similaire chez Dambuster Studios après que Crytek a fermé Crytek UK.
Travaillant à l'origine dans une banque avant de rejoindre Rare en 1994, Norgate a travaillé sur la musique de jeux tels que GoldenEye 007 et Blast Corps. Ami du compositeur de Rare, Robin Beanland, ils ont travaillé sur la bande originale de Killer Instinct dans les années 1990. Il a également composé de la musique pour d'autres jeux Rare tels que Diddy Kong Racing, Jet Force Gemini et Perfect Dark.

## Musiques de jeux vidéo
| Title                                    | Year | Notes                                    |
| ---------------------------------------- | ---- | ---------------------------------------- |
| Killer Instinct                          | 1994 | Avec Robin Beanland                      |
| Donkey Kong Land                         | 1995 | Avec David Wise                          |
| Blast Corps                              | 1997 |                                          |
| GoldenEye 007                            | 1997 | Avec Grant Kirkhope and Robin Beanland   |
| Diddy Kong Racing                        | 1997 | Effets sonores                           |
| Jet Force Gemini                         | 1999 | Avec Robin Beanland et Alistair Lindsay  |
| Perfect Dark                             | 2000 | Avec Grant Kirkhope and David Clynick    |
| TimeSplitters                            | 2000 |                                          |
| TimeSplitters 2                          | 2002 |                                          |
| Second Sight                             | 2004 | Avec Christian Marcussen                 |
| TimeSplitters: Future Perfect            | 2005 | Avec Christian Marcussen                 |
| Crysis                                   | 2007 | Directeur audio                          |
| Haze                                     | 2008 | Avec Christian Marcussen et Cris Velasco |
| Gangsta' Zombies                         | 2010 |                                          |
| I Wanna Be The Guy: The Movie - The Game | 2010 | Utilise la musique de Killer Instinct    |
| Crysis 2                                 | 2011 | Directeur audio                          |
| Twist Pilot                              | 2012 |                                          |
| Le Bonhomme de neige et le Petit Chien   | 2012 |                                          |
| Gangsta' Pets                            | 2012 |                                          |
| AXRIA Retro World                        | 2012 |                                          |
| Crysis 3                                 | 2013 | Directeur audio                          |
| Ryse: Son of Rome                        | 2013 |                                          |
| Killer Instinct                          | 2013 |                                          |
| Q.U.B.E.: Director's Cut                 | 2014 |                                          |
| Rare Replay                              | 2015 |                                          |
| Crack Attack                             | 2015 |                                          |
| Polygoly                                 | 2015 |                                          |
| Homefront: The Revolution                | 2016 | Directeur audio                          |
| Carnival Blast                           | 2019 |                                          |
| Tamarin                                  | 2020 | Conception sonore, musique d'ambiance    |
| Dead Island 2                            | 2023 | Directeur audio                          |